# Paranoia
Paranoia eller förföljelsemani, är ett sjukligt tillstånd av överdriven misstänksamhet, och brukar vara en form av vanföreställning eller ingå i en mer komplex symtombild vid en psykos med hallucinationer och tankestörningar. 
Paranoida vanföreställningar förekommer inom många olika psykiska störningar och även vissa neurologiska störningar och tillstånd. Särskilt utmärkande är tillståndet i schizofreni och specifikt den deltyp som kallas paranoid schizofreni, men förekommer också som personlighetsstörning, paranoid personlighetsstörning och i vanföreställningssyndrom. Paranoia är även vanligt hos missbrukare i abstinensfas eller under en snedtändning på narkotika. 
I de flesta strikt medicinskt vetenskapliga sammanhang betecknar paranoia alla olika typer av psykotiska symptom och inte bara förföljelsekänsla utan till exempel hörselhallucinationer, hallucination för känsel eller tankestörningar.[källa behövs] I sådana sammanhang behöver paranoid inte beteckna förföljelsemani.[källa behövs] Paranoid schizofreni behöver inte innebära förföljelsekänsla över huvud taget,[källa behövs] men det kan förekomma rösthallucinationer och vanföreställningar. Inre röster med uppmaningar och förebråelser förekommer vid funktionell psykos som beror på yttre omständigheter, till exempel stress, sömnbrist eller någonting som djupt har sårat den drabbade. Endogen psykos beror på inre omständigheter, till exempel överkonsumtion av alkohol (toxisk psykos) eller sjukdom, till exempel epilepsi eller hjärntumör (organisk psykos). Vid toxisk psykos förekommer synhallucinationer.

## Paranoid psykos
Paranoid psykos är en generell beteckning för en psykos där paranoia är det huvudsakliga symtomet, oavsett om det är en funktionell, drogutlöst eller organisk psykos. Det saknas i sig som diagnos i manualer som ICD-10, som anger det som synonym till vanföreställningssyndrom. Andra psykoser med starka inslag av paranoia är paranoid schizofreni, psykogen paranoid psykos, och vissa former organiska psykoser.
När en psykos uppvisar paranoida inslag, kan den drabbade ha vanföreställningar som ger upphov till paranoian. Vanföreställningarna kan yttra sig i konspirationsteorier, i att personen anser sig särskilt utvald, en tro att andra har vissa felaktiga uppfattningar eller pratar bakom ryggen, att personen har en sjukdom, med mera. Storhetsvansinne är ett annat vanligt inslag. Som regel är vanföreställningarna präglade av personens kultur och miljö. Vanföreställningarna och medföljande paranoia leder till reaktioner som till exempel misstänksamhet, anklagelser, svartsjuka, isolering, ångest, depressioner, etc. Till sjukdomsbilden för schizofreni, men inte vanföreställningssyndrom, hör också hallucinationer.

## Sjukdomsparanoia
Denna form av paranoia är också känd som en form av hypokondri. Den paranoide tror sig vara sjuk eller infekterad av olika (fysiska) sjukdomar, och söker därför vård för dessa inbillade sjukdomar, ibland flera gånger i veckan. Hypokondri kan dock ha flera orsaker, och därför är sjukdomsparanoia inte den vanligaste orsaken till hypokondri.

## Patologisk svartsjuka
Svartsjuka klassificeras ibland som en form av paranoid sjukdom och tar sig uttryck i att den sjuke är helt övertygad om att partnern är eller vill vara sexuellt otrogen. I extrema fall tar sig svartsjukan uttryck i form av notoriskt överbeskyddande, övervakande och förföljelse av partnern. Förföljelse föreligger verkligen, men det är den sjuke som förföljer och inte uppfattar det som sjukligt att till exempel skjutsa frun till jobbet, parkera sig själv utanför hennes jobb tills det är dags att skjutsa henne hem igen klockan 17.00. Eller att tolka minsta handling eller beteende från frun, till exempel att hon inte lämnar arbetet förrän 17.01 eller att hon under hemresan vevar ned rutan och harklar sig samtidigt som en röd bil med antenn passerar, som bevis för att otrohet verkligen föreligger. 
Detta psykiska ohälsotillstånd är livsfarligt för partnern då vanföreställningarna ofta accentueras, och den sjuke tar till allt grövre artilleri för att få kontroll över den situation han inte kan kontrollera med mindre än att frun sitter blickstilla framför honom dygnet runt. Blundar hon tänker hon säkert på en annan man. Har hon ögonen öppna så tittar hon på ett misstänkt vis. Blinkar hon så signalerar hon önskan om att få träffa den eller de fiktiva män den sjuke är övertygad om existerar. Varje hennes rörelse vantolkas som ett uttryck för att det finns fog för svartsjukan, som den drabbade lider av i sådana dimensioner att han faktiskt tappar all kontroll och verkligen hotas av total mental upplösning och kaos. 
Det är vanligen män som drabbas av detta tillstånd[källa behövs], vilket ofta leder till systematisk psykisk och fysisk misshandel av fru och barn. En utveckling ses i så kallade utvidgade självmord då den svartsjuke, i akt och mening att slutgiltigt försvara sig mot otroheten, mördar sin familj och sig själv. 
Behandlingen mot patologisk svartsjuka är prognostiskt dålig, men symptomen kan i viss mån lindras med neuroleptika, ångestdämpande samt i viss mån samtalsterapi.